# KGB Archiver
Pour les articles homonymes, voir KGB (homonymie).
KGB Archiver est un logiciel d'origine polonaise open source de haute compression de données.
Basé sur PAQ et offrant une compression plus forte que certains programmes concurrents tels que 7-Zip ou UHarc, KGB est gourmand en ressources matérielles.
KGB Archiver dispose d'une option de chiffrement des archives via l'algorithme AES-256.
Le logiciel est disponible pour les systèmes d'exploitation Windows et Unix/GNU/Linux.

## Fonctionnement
À l’époque de la sortie de la première version, en 2006, le programme demande des ressources matérielles conséquentes, à savoir un processeur cadencé à 1,5 GHz, et au moins 256 MB de RAM.
KGB Archiver permet de créer des fichiers compressés aux formats .kgb et .zip, auto-extractibles et chiffrés par l’algorithme AES-256. Il propose également le support d’Unicode dans l’interface et les chemins de fichier, et de plusieurs langues (dont l’arabe, l’allemand, le grec, le japonais, le polonais, le portugais, le serbe, l’espagnol et l’ukrainien).